# Цицорка
Цицорка — річка в Україні, в Тернопільському районі Тернопільської області. Права притока Восушки (басейн Дністра). 
Довжина бл. 11 км. Витікає північніше однойменного села Цицори. Має декілька ставків у своєму басейні. Впадає у Восушку біля села Дмухівці. Протікає через селище міського типу Козлів. 